# سو كيلر
سو كيلر (بالإنجليزية: Sue Keller)‏ هي عازفة بيانو وملحنة أمريكية، ولدت في 7 يونيو 1952 في ألينتاون في الولايات المتحدة.

## وصلات خارجية
- سو كيلر على موقع ميوزك برينز (الإنجليزية)